# Kaat Bollen
Kaat Bollen (27 mei 1986) is een Belgische seksuologe, auteur, regisseur en televisiepresentatrice.

## Levensloop
Ze doorliep haar secundair onderwijs aan het Agnetendal te Peer. Vervolgens behaalde ze een master seksuologie en klinische psychologie aan de Katholieke Universiteit Leuven.
Ze werd bekend na een deelname met haar tweelingbroer aan De Pappenheimers in januari 2011 (waarin het onderwerp van haar thesis commotie veroorzaakte). Vervolgens deed ze in samenwerking met Humo een enquête rond schaamhaar bij 5000 Vlamingen. In 2011 bracht ze Het Schaamhaarboek uit. De media-aandacht die het boek genereerde, resulteerde in haar ontslag als psychologe bij het Centrum van Integrale Gezinszorg Tamar te Lommel. Later volgden Het Borstenboek (2012), Met drie in bed (2013) en Boek der lusten (2015). In 2017 bracht ze de pornafilm A Girls' Getaway uit.
Vanaf 2017 presenteert ze samen met Zimra Geurts Sex College op de Nederlandse zender Secret Circle van telecombedrijf Ziggo. Daarnaast is ze tevens de vaste seksuologe van het televisieprogramma Spuiten en Slikken op BNN, werkt ze mee aan het programma Galileo op RTL 5 en was ze presentatrice van Alle Dagen Seks op KRO. Tevens is ze actief als seksuologe voor de televisieprogramma's Sean Late Night op JIM en In Vertrouwen op Vitaya. Ten slotte heeft ze een vaste rubriek bij Het Belang van Limburg en Nina en is ze lector op het postgraduaat Seksuologische Hulpverlening op de Universitaire Campus Leuven-Limburg (UCLL).
Bij de lokale verkiezingen van 2018 in Hechtel-Eksel was Bollen kandidaat op de Lijst Burgemeester, gelieerd aan Open Vld, maar ze raakte niet verkozen.
Op klacht van een collega-psycholoog kreeg Bollen in maart 2020 een disciplinaire waarschuwing van de tuchtraad van de Psychologencommissie, omdat ze blijkens 'sexy foto’s' op sociale media de waardigheid van het beroep had aangetast. Haar beroep werd in december 2020 verworpen. De tuchtraad was van oordeel dat bepaalde niet-professionele activiteiten, zoals het plaatsen van “kunstzinnige” naaktfoto’s, burleske show, reclame maken voor een pornofilm en een webshop met erotische artikelen, een beeld voedde dat imagoschade toebracht aan de beroepsgroep. Daarop besloot Bollen haar lidmaatschap van de commissie op te geven en de beschermde titel van psycholoog af te staan. Wel bleef ze therapeut en seksuoloog.

## Cinematografie
- A Girls' Getaway[21] (2017)